# سیره متشرعان
سیرهٔ متشرعه به معنای روش و رفتاری است که همواره و به‌طور مستمر از عقلای یک دین (مثل عُقلای دین اسلام) یا عُقلای یک مذهب (مثل عُقلای مذهب تشیع) بروز می‌کند.

## تفاوت کاربرد برخی مفردات قرآن با کاربرد آن نزد متشرّعه
واژگانی از لحاظ معنایی، از هنگامی که در قرآن استفاده شدند؛ یعنی زمان نزول در یک معنا بودند و بعد از نزول دچار تحوّل معنایی شدند و تغییر یافتند. در عرف قرآن، کاربرد برخی واژه‌ها با کاربرد رایج آن نزد متشرّعه متفاوت است؛ زیرا عوامل متعدّد فرهنگی و زبانی در کاربردهای عرف متشرّعه تأثیر داشته‌است. کاربردهای مکرّر این واژه در میان عرف، در یک معنا نباید مانع دقّت در کاربردهای خاصّ قرآنی آن واژه گردد.

## معنای امامت
نمونه آن، معنای واژه «امامت» در برخی کاربردهای قرآنی آن به معنای نبوّت، پیشوایی و مطاع بودن است. در حالی‌که برخی به خلافت و وصایت یا ریاست در امور دین یا دنیا تفسیر کرده‌اند (ر.ک. راغب اصفهانی، ۱۴۱۲ ق. ۲۴۵؛ ابن‌منظور، ۱۴۱۴ق. ۳۳۵). منشأ واژه «امامت» حقیقتی ورای این حقایق دارد (ر.ک. طباطبائی، ۱۴۱۷ق. ج ۱: ۲۷۳–۲۷۲).

## معنای معصیت
از نمونه‌های دیگر، واژه «معصیت» است که در عرف متشرّعه، در باب نافرمانی از امر مولوی به کار می‌رود، همین واژه در عرف قرآن، در سرپیچی در غیر فرمان مولوی نیز کاربرد دارد. همچنین معصیت در عرف قرآن بر هر گونه دوری از حق گفته شده‌است (ر.ک. همان، ج ۵: ۷۲ و همان، ج ۶: ۳۷۲–۳۷۱).

## جستار مرتبط
- سیره نبوی
- سنت